# 格林克
格林克（德語：Glienke，發音：[ˈɡliːŋkə]）是德国梅克伦堡-前波美拉尼亚州梅克伦堡湖区县曾经的一个市镇，面积6.67平方千米，2012年12月31日人口为158人。2014年5月25日，格林克与市镇艾希霍斯特并入市镇弗里德兰。